# Группа C (Нубия)
Группа C — доисторическая археологическая культура, существовавшая на территории Нижней Нубии. Область распространения — Древний Египет, к югу от второго нильского порога и к северу от Асуана, то есть совпадает с территорией более ранней Группы А.
Группа C датируется примерно 2200—1500 гг. до н. э., что соответствует времени от 6-й династии до Нового царства.

## Происхождение
Происхождение группы C спорно. Понятие «группа C» ввёл в оборот Джордж Эндрю Рейснер, проводивший первые систематические раскопки в Нубии в начале 20 века. Исследователи обсуждали вероятность волн мигрантов с запада или юга Судана. Во всей восточной Сахаре в это время существовали подобные культуры. Носители культуры группы C имели негроидные черты

## Жилища
Группа C подразделяется на 3 хронологических стадии (I—III). Её характерной чертой являются крестообразные погребения, чья нижняя часть обложена камнем и покрыта песчаным холмом. Немногочисленные остатки поселений указывают на то, что эти люди первоначально жили в круглых домах палаточного типа и лишь позднее стали сооружать прямоугольные дома, обмазанные глиной. Последнее, возможно, означало переход от полукочевого к полностью оседлому образу жизни. На конечной стадии появляются крупные поселения, окружённые валами. Аниба и Саяла в Нубии — немногочисленные примеры поселений, в которых с 1600 г. до н. э. возводятся укрепления.

## Образ жизни
Образ жизни напоминал предшествующую группу A (земледелие, скотоводство, охота и рыбная ловля). Изготовленная вручную, без гончарного круга керамика — обожжённая, чёрная, преобладает геометрический орнамент, выполненный белой краской.

## Исчезновение
После завоевания Нижней Нубии египтянами около 1500 г. до н. э. происходит медленное исчезновение группы C; в ряде мест она сохраняется дольше, чем где-либо. Во время Второго переходного периода группа засвидетельствована также в отдельных местах в Египте, что говорит о миграции её носителей с юга на территорию собственно Египта.